# Waag (Buren)
De waag is een 19e-eeuws houten waaggebouw in de Nederlandse plaats Buren, provincie Gelderland. Het gebouwtje staat tegen de westgevel van de noorderzijbeuk van de Sint-Lambertuskerk.

## Geschiedenis
De oudste vermelding van een waag in Buren dateert uit 1608. In 1612 werd de waag hersteld; het was toen een tegen de kerk aangebouwd schuurtje met een lessenaarsdak dat met pannen was bedekt. In 1870 werd de waag afgebroken en vervangen door het huidige bouwwerk. In 1954 volgde een restauratie.
Op 30 maart 1971 werd de waag ingeschreven in het rijksmonumentenregister.

## Beschrijving
Het houten waaggebouw is in neoclassicistische stijl opgetrokken. Het heeft Toscaanse halfzuilen, drie rondbogen en een fronton.